# Bombardeig de Königsberg
El bombardeig de Königsberg va ser un bombardeig aeri ocorregut el 1944 durant la Segona Guerra Mundial a l'antiga ciutat prussiana de Königsberg (actualment Kaliningrad, Rússia) dut a terme per les forces britàniques de la Royal Air Force.

## Atac dels aliats

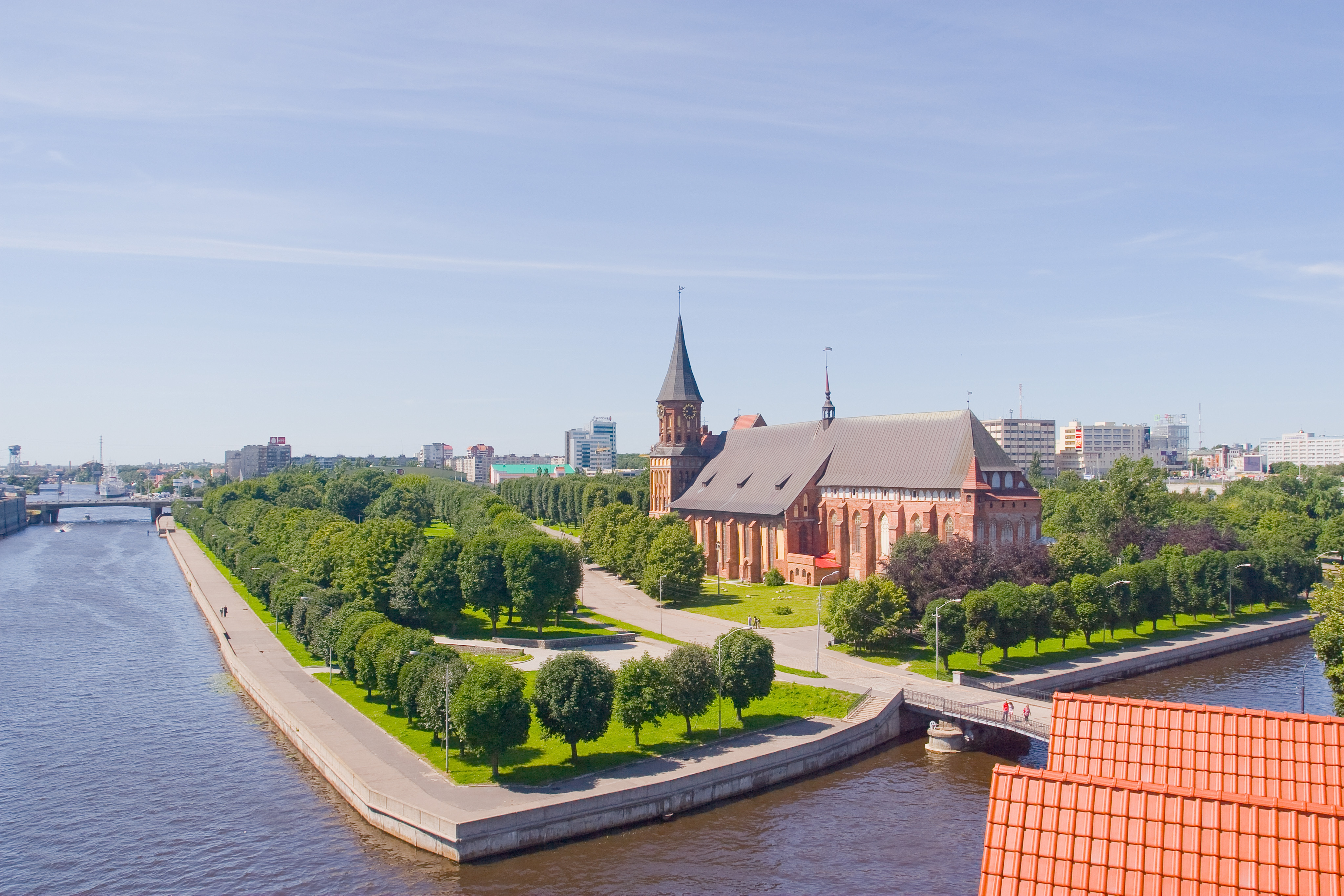
Antiga catedral en l'actual Kaliningrad a Rússia, construïda en l'època de la Königsberg prussiana i que va sobreviure a la guerra.

Encara que la ciutat va ser ocasionalment bombardejada per la Força Aèria Soviètica, Königsberg va ser primer atacada pel grup No. 5 Group RAF britànic, que havien estat allunyats del desenvolupament de la major part de la guerra, fins a la nit del 26 al 27 d'agost de 1944, data en què van iniciar el bombardeig. La batuda va ser iniciada per un Avro Lancaster, mitjançant un atac poc reeixit, ja que la majoria de les bombes van caure al costat est de la ciutat i quatre avions atacants van ser perduts.
Tres nits després, del 29 al 30 d'agost, un grup de 189 Lancasters del No. 5 Group van llançar 480 tones de bombes al centre de la ciutat. El RAF Bomber Command va estimar que el 20% de tota la indústria i el 41% dels habitatges de Königsberg van ser destruïts. Un caça nocturn pesat de la defensa alemany va derrocar a quinze dels bombarders, corresponent al 7,9% del total de la força atacant.
L'històric centre de la ciutat, especialment els districtes originals de Altstadt, Löbenicht i Kneiphof, va ser gairebé destruït, i l'antiga catedral del segle xiv va rebre part del bombardeig. El castell de Königsberg, totes les esglésies de l'antiga ciutat, la universitat i les antigues embarcacions van patir la mateixa sort.
Addicionalment, dos dels set ponts originals de la ciutat, que donen nom al famós problema dels ponts de Königsberg, van ser també destruïts.

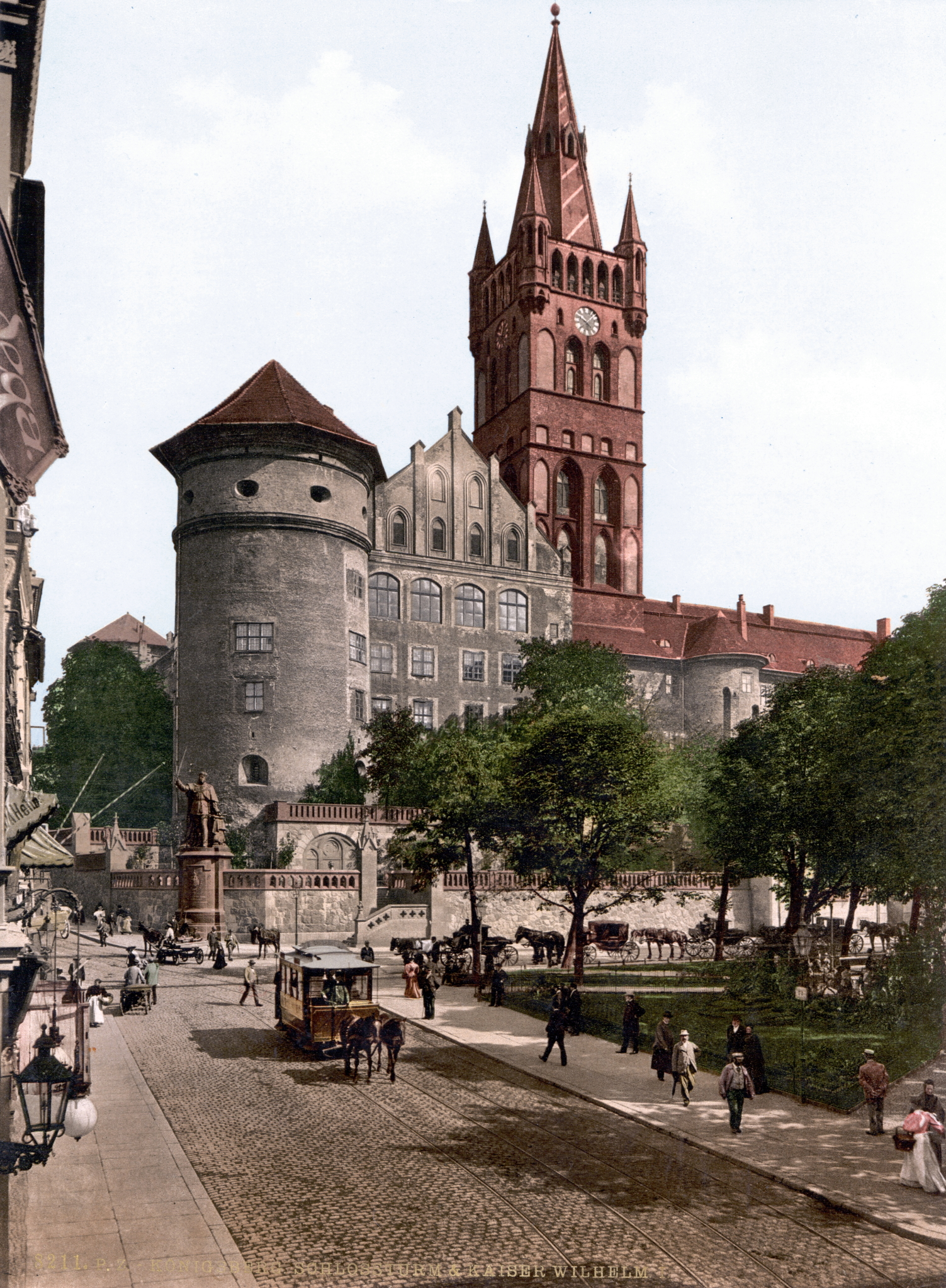
El costat sud del castell de Königsberg, el 1895.
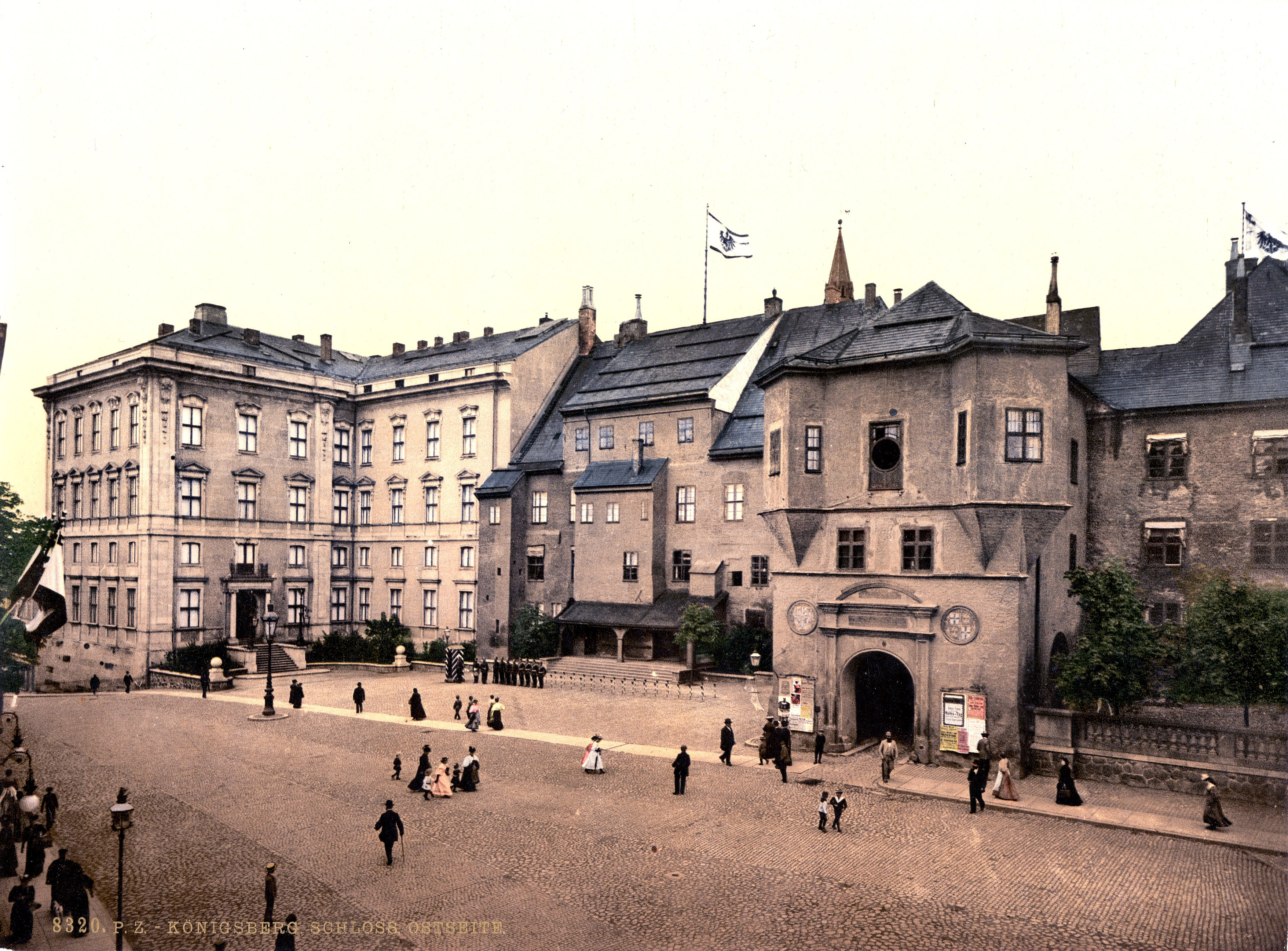
El costat oriental del castell, el 1910.

## Els soviètics

### Bombardeig
El 1941, principalment en resposta al bombardeig alemany de Moscou, Ióssif Stalin va ordenar personalment el desplegament d'uns onze bombarders Pe-8 per bombardejar Königsberg. L'1 de setembre, la batuda va ser executada sense pèrdues de cap bombarder.

### Ocupació
El 1945, la prolongada batalla de Königsberg havia infligit un enorme dany sobre la ciutat. Més del 90% de Königsberg havia estat destruïda en el moment de l'ocupació soviètica l'abril de 1945, la qual va repel·lir als ciutadans alemanys i va reconstruir Königsberg com la ciutat russa actualment coneguda com a Kaliningrad.